# Horní Přím
Horní Přím (mužský rod, německy Ober Prim) dříve lidově také Vysoký Přím nebo Přín je malá vesnice, část obce Dolní Přím v okrese Hradec Králové. Nachází se asi 1 km na jihovýchod od Dolního Přímu. V roce 2009 zde bylo evidováno 47 adres. V roce 2001 zde trvale žilo 68 obyvatel.
Horní Přím je také název katastrálního území o rozloze 2,9 km2.

## Historie
První písemná zmínka o obci pochází z roku 1378., kdy se připomíná Pešík řečený Přín z Přínu (Pessic dictus Przin de Przin). Název obce se etymologicky odvozuje od slova pře, spor. V 17. století byla obec připojena ke statkům jezuitů z Hradce Králové. Při bitvě u Hradce Králové roku 1866 dosáhlo bitevní pole až k Hornímu a Dolnímu Přímu.

## Pamětihodnosti
- Hradiště Na valech